# Coupe d'Europe FIBA 2020-2021
Navigation
2019-2020 2021-2022
La Coupe d'Europe FIBA 2020-2021 est la 6e édition de la Coupe d'Europe FIBA, quatrième compétition européenne de clubs dans la hiérarchie du basket-ball européen.

## Équipes participantes
La compétition est prévue pour 32 équipes. Cependant, parmi les équipes éliminées des tours de qualification de la Ligue des champions, seules certaines ayant levé l'option sont reversées en Coupe d'Europe FIBA, ce qui entraîne la formation de groupes de 3 équipes seulement.

## Calendrier
| Nom                           | Date                                                  | Équipes participantes |
| ----------------------------- | ----------------------------------------------------- | --------------------- |
| Saison régulière              |                                                       |                       |
| Journée 1 Journée 2 Journée 3 | 26 janvier 2021 27 et 28 janvier 2021 29 janvier 2021 | 24                    |
| Phase finale                  |                                                       |                       |
| Huitièmes de finale           | 23 mars 2021                                          | 16                    |
| Quarts de finale              | 25 mars 2021                                          | 8                     |
| Final four                    | 23 et 25 avril 2021                                   | 4                     |

## Compétition

### Saison régulière
Légende :

#### Groupe A
| Rang | Équipe                  | Pts | J | G | P | Pp  | Pc  | Diff |  | Résultats (dom.\ext.)   |  |       |       |       |
| ---- | ----------------------- | --- | - | - | - | --- | --- | ---- |  | ----------------------- |  | ----- | ----- | ----- |
| 1    | Iraklis Salonique LC    | 6   | 3 | 3 | 0 | 251 | 225 | 26   |  | Iraklis Salonique LC    |  | 78-74 | 79-75 | 94-76 |
| 2    | Unahotels Reggio Emilia | 5   | 3 | 2 | 1 | 232 | 226 | 6    |  | Unahotels Reggio Emilia |  |       | 70-69 | 88-79 |
| 3    | Belfius Mons-Hainaut LC | 4   | 3 | 1 | 2 | 227 | 215 | 12   |  | Belfius Mons-Hainaut LC |  |       |       | 83-66 |
| 4    | BC Körmend              | 3   | 3 | 0 | 3 | 221 | 265 | -44  |  | BC Körmend              |  |       |       |       |

#### Groupe B
| Rang | Équipe                     | Pts | J | G | P | Pp  | Pc  | Diff |  | Résultats (dom.\ext.)      | PRO | KIE   |       |       |
| ---- | -------------------------- | --- | - | - | - | --- | --- | ---- |  | -------------------------- | --- | ----- | ----- | ----- |
| 1    | BC Prometeï Kamianske      | 6   | 3 | 3 | 0 | 225 | 200 | 25   |  | BC Prometeï Kamianske      |     | 72-66 | 89-76 | 64-58 |
| 2    | BK Kiev Basket             | 4   | 3 | 1 | 2 | 196 | 197 | -1   |  | BK Kiev Basket             |     |       | 69-74 | 61-51 |
| 3    | BC Rilski Sportist         | 4   | 3 | 1 | 2 | 217 | 227 | -10  |  | BC Rilski Sportist         |     |       |       | 67-69 |
| 4    | Superfund Bulls Kapfenberg | 4   | 3 | 1 | 2 | 178 | 192 | -14  |  | Superfund Bulls Kapfenberg |     |       |       |       |

#### Groupe C
| Rang | Équipe                    | Pts | J | G | P | Pp  | Pc  | Diff |  | Résultats (dom.\ext.)     |  |       |       |       |
| ---- | ------------------------- | --- | - | - | - | --- | --- | ---- |  | ------------------------- |  | ----- | ----- | ----- |
| 1    | Arged BM Slam Stal Ostrów | 6   | 3 | 3 | 0 | 268 | 249 | 19   |  | Arged BM Slam Stal Ostrów |  | 93-86 | 90-80 | 85-83 |
| 2    | Ironi Ness Ziona          | 5   | 3 | 2 | 1 | 262 | 247 | 15   |  | Ironi Ness Ziona          |  |       | 90-73 | 86-81 |
| 3    | Szolnoki Olajbányász KK   | 4   | 3 | 1 | 2 | 231 | 247 | -16  |  | Szolnoki Olajbányász KK   |  |       |       | 78-67 |
| 4    | Sporting CP LC            | 3   | 3 | 0 | 3 | 231 | 249 | -18  |  | Sporting CP LC            |  |       |       |       |

#### Groupe D
| Rang | Équipe              | Pts | J | G | P | Pp  | Pc  | Diff |  | Résultats (dom.\ext.) | SIB |       | ORA   |       |
| ---- | ------------------- | --- | - | - | - | --- | --- | ---- |  | --------------------- | --- | ----- | ----- | ----- |
| 1    | BC CSU Sibiu        | 5   | 3 | 2 | 1 | 247 | 235 | 12   |  | BC CSU Sibiu          |     | 88-75 | 78-70 | 81-90 |
| 2    | Balkan Botevgrad LC | 5   | 3 | 2 | 1 | 207 | 214 | -7   |  | Balkan Botevgrad LC   |     |       | 58-55 | 74-71 |
| 3    | CSM Oradea          | 4   | 3 | 1 | 2 | 216 | 219 | -3   |  | CSM Oradea            |     |       |       | 91-83 |
| 4    | Beşiktaş JK         | 4   | 3 | 1 | 2 | 244 | 246 | -2   |  | Beşiktaş JK           |     |       |       |       |

#### Groupe E
| Rang | Équipe                     | Pts | J | G | P | Pp  | Pc  | Diff |  | Résultats (dom.\ext.)      |  |       |       |  |
| ---- | -------------------------- | --- | - | - | - | --- | --- | ---- |  | -------------------------- |  | ----- | ----- |  |
| 1    | Fribourg Olympic Basket LC | 3   | 2 | 1 | 1 | 143 | 131 | 12   |  | Fribourg Olympic Basket LC |  | 57-62 | 86-69 |  |
| 2    | BC Dnipro LC               | 3   | 2 | 1 | 1 | 133 | 131 | 2    |  | BC Dnipro LC               |  |       | 71-74 |  |
| 3    | Anwil Włocławek LC         | 3   | 2 | 1 | 1 | 143 | 157 | -14  |  | Anwil Włocławek LC         |  |       |       |  |
| 4    | MK London Lions LC         | 0   | 0 | 0 | 0 | 0   | 0   |      |  | MK London Lions LC         |  |       |       |  |

L'équipe de MK London Lions déclare forfait avant le début de la saison régulière.

#### Groupe F
| Rang | Équipe             | Pts | J | G | P | Pp  | Pc  | Diff |  | Résultats (dom.\ext.) |  | HDB   | GRO   |  |
| ---- | ------------------ | --- | - | - | - | --- | --- | ---- |  | --------------------- |  | ----- | ----- |  |
| 1    | Parma Basket       | 4   | 2 | 2 | 0 | 178 | 144 | 34   |  | Parma Basket          |  | 85-63 | 93-81 |  |
| 2    | Heroes Den Bosch   | 3   | 2 | 1 | 1 | 162 | 183 | -21  |  | Heroes Den Bosch      |  |       | 99-98 |  |
| 3    | Donar Groningen LC | 2   | 2 | 0 | 2 | 179 | 192 | -13  |  | Donar Groningen LC    |  |       |       |  |
| 4    | BC Borisfen        | 0   | 0 | 0 | 0 | 0   | 0   |      |  | BC Borisfen           |  |       |       |  |

L'équipe du BC Borisfen déclare forfait avant le début de la saison régulière.

#### Classements inter poules

##### Classement des deuxièmes
Les deux meilleurs deuxièmes de poules rejoignent les premiers de chaque poule en tant que têtes de série pour le tirage au sort des huitièmes de finale. En raison des forfaits des équipes de MK London Lions et BC Borisfen, les résultats face aux quatrièmes de groupe ne sont pas pris en compte dans ce classement.
| Rang | Équipe                      | Pts | J | G | P | Pp  | Pc  | Diff |
| ---- | --------------------------- | --- | - | - | - | --- | --- | ---- |
| 7    | [C] Ironi Ness Ziona        | 3   | 2 | 1 | 1 | 176 | 166 | 10   |
| 8    | [E] BC Dnipro LC            | 3   | 2 | 1 | 1 | 133 | 131 | 2    |
| 9    | [A] Unahotels Reggio Emilia | 3   | 2 | 1 | 1 | 144 | 147 | -3   |
| 10   | [D] Balkan Botevgrad LC     | 3   | 2 | 1 | 1 | 133 | 143 | -10  |
| 11   | [F] Heroes Den Bosch        | 3   | 2 | 1 | 1 | 162 | 183 | -21  |
| 12   | [B] BK Kiev Basket          | 2   | 2 | 0 | 2 | 135 | 146 | -11  |

Légende :

##### Classement des troisièmes
Les 4 meilleurs troisièmes de poules se qualifient pour les  huitièmes de finale. En raison des forfaits des équipes de MK London Lions et BC Borisfen, les résultats face aux quatrièmes de groupe ne sont pas pris en compte dans ce classement.
| Rang | Équipe                      | Pts | J | G | P | Pp  | Pc  | Diff |
| ---- | --------------------------- | --- | - | - | - | --- | --- | ---- |
| 13   | [B] BC Rilski Sportist      | 3   | 2 | 1 | 1 | 150 | 158 | -8   |
| 14   | [E] Anwil Włocławek LC      | 3   | 2 | 1 | 1 | 143 | 157 | -14  |
| 15   | [A] Belfius Mons-Hainaut LC | 2   | 2 | 0 | 2 | 144 | 149 | -5   |
| 16   | [D] CSM Oradea              | 2   | 2 | 0 | 2 | 125 | 136 | -11  |
| 17   | [F] Donar Groningen LC      | 2   | 2 | 0 | 2 | 179 | 192 | -13  |
| 18   | [C] Szolnoki Olajbányász KK | 2   | 2 | 0 | 2 | 153 | 180 | -27  |

Légende :

### Phase finale
Les huit équipes encore en lice s'affrontent lors de quarts de finale, demi-finales et finale, tous en matchs aller-retour. Le vainqueur de la finale est sacré champion et se qualifie automatiquement pour la prochaine Ligue des champions.

#### Tableau
|  | Huitièmes de finale             | Huitièmes de finale             |                                 |                                | Quarts de finale               | Quarts de finale      |     |  | Demi-finales                   | Demi-finales                   |  |  | Finale                         | Finale                         |
|  | Huitièmes de finale             | Huitièmes de finale             |                                 |                                | Quarts de finale               | Quarts de finale      |     |  | Demi-finales                   | Demi-finales                   |  |  | Finale                         | Finale                         |
|  |                                 |                                 |                                 |                                |                                |                       |     |  |                                |                                |  |  |                                |                                |
|  | 23 mars 2021 à Oradea           | 23 mars 2021 à Oradea           |                                 |                                | 25 mars 2021 à Oradea          | 25 mars 2021 à Oradea |     |  | 23 avril 2021 à Tel Aviv-Jaffa | 23 avril 2021 à Tel Aviv-Jaffa |  |  | 25 avril 2021 à Tel Aviv-Jaffa | 25 avril 2021 à Tel Aviv-Jaffa |
|  | 23 mars 2021 à Oradea           | 23 mars 2021 à Oradea           |                                 |                                | 25 mars 2021 à Oradea          | 25 mars 2021 à Oradea |     |  | 23 avril 2021 à Tel Aviv-Jaffa | 23 avril 2021 à Tel Aviv-Jaffa |  |  | 25 avril 2021 à Tel Aviv-Jaffa | 25 avril 2021 à Tel Aviv-Jaffa |
|  | [D1] BC CSU Sibiu               | 61                              |                                 |                                | 25 mars 2021 à Oradea          | 25 mars 2021 à Oradea |     |  | 23 avril 2021 à Tel Aviv-Jaffa | 23 avril 2021 à Tel Aviv-Jaffa |  |  | 25 avril 2021 à Tel Aviv-Jaffa | 25 avril 2021 à Tel Aviv-Jaffa |
|  | [D1] BC CSU Sibiu               | 61                              |                                 |                                | 25 mars 2021 à Oradea          | 25 mars 2021 à Oradea |     |  | 23 avril 2021 à Tel Aviv-Jaffa | 23 avril 2021 à Tel Aviv-Jaffa |  |  | 25 avril 2021 à Tel Aviv-Jaffa | 25 avril 2021 à Tel Aviv-Jaffa |
|  | [A2] Unahotels Reggio Emilia    | 65                              |                                 |                                | 25 mars 2021 à Oradea          | 25 mars 2021 à Oradea |     |  | 23 avril 2021 à Tel Aviv-Jaffa | 23 avril 2021 à Tel Aviv-Jaffa |  |  | 25 avril 2021 à Tel Aviv-Jaffa | 25 avril 2021 à Tel Aviv-Jaffa |
|  | [A2] Unahotels Reggio Emilia    | 65                              | [A2] Unahotels Reggio Emilia    | 64                             |                                |                       |     |  | 23 avril 2021 à Tel Aviv-Jaffa | 23 avril 2021 à Tel Aviv-Jaffa |  |  | 25 avril 2021 à Tel Aviv-Jaffa | 25 avril 2021 à Tel Aviv-Jaffa |
|  | 23 mars 2021 à Oradea           |                                 | [A2] Unahotels Reggio Emilia    | 64                             |                                |                       |     |  | 23 avril 2021 à Tel Aviv-Jaffa | 23 avril 2021 à Tel Aviv-Jaffa |  |  | 25 avril 2021 à Tel Aviv-Jaffa | 25 avril 2021 à Tel Aviv-Jaffa |
|  |                                 | [D3] CSM Oradea                 | 71                              |                                |                                |                       |     |  | 23 avril 2021 à Tel Aviv-Jaffa | 23 avril 2021 à Tel Aviv-Jaffa |  |  | 25 avril 2021 à Tel Aviv-Jaffa | 25 avril 2021 à Tel Aviv-Jaffa |
|  | [E2] BC Dnipro LC               | [D3] CSM Oradea                 | 71                              | 72                             |                                |                       |     |  | 23 avril 2021 à Tel Aviv-Jaffa | 23 avril 2021 à Tel Aviv-Jaffa |  |  | 25 avril 2021 à Tel Aviv-Jaffa | 25 avril 2021 à Tel Aviv-Jaffa |
|  | [E2] BC Dnipro LC               | 25 mars 2021 à Bois-le-Duc      |                                 | 72                             |                                |                       |     |  | 23 avril 2021 à Tel Aviv-Jaffa | 23 avril 2021 à Tel Aviv-Jaffa |  |  | 25 avril 2021 à Tel Aviv-Jaffa | 25 avril 2021 à Tel Aviv-Jaffa |
|  | [D3] CSM Oradea                 | 78                              |                                 |                                |                                |                       |     |  | 23 avril 2021 à Tel Aviv-Jaffa | 23 avril 2021 à Tel Aviv-Jaffa |  |  | 25 avril 2021 à Tel Aviv-Jaffa | 25 avril 2021 à Tel Aviv-Jaffa |
|  | [D3] CSM Oradea                 | 78                              | [D3] CSM Oradea                 | 66                             |                                |                       |     |  |                                |                                |  |  | 25 avril 2021 à Tel Aviv-Jaffa | 25 avril 2021 à Tel Aviv-Jaffa |
|  | 23 mars 2021 à Bois-le-Duc      |                                 | [D3] CSM Oradea                 | 66                             |                                |                       |     |  |                                |                                |  |  | 25 avril 2021 à Tel Aviv-Jaffa | 25 avril 2021 à Tel Aviv-Jaffa |
|  |                                 | [C1] Arged BM Slam Stal Ostrów0 | 77                              |                                |                                |                       |     |  |                                |                                |  |  | 25 avril 2021 à Tel Aviv-Jaffa | 25 avril 2021 à Tel Aviv-Jaffa |
|  | [B1] BC Prometeï Kamianske      | [C1] Arged BM Slam Stal Ostrów0 | 77                              | 81                             |                                |                       |     |  |                                |                                |  |  | 25 avril 2021 à Tel Aviv-Jaffa | 25 avril 2021 à Tel Aviv-Jaffa |
|  | [B1] BC Prometeï Kamianske      | 23 avril 2021 à Tel Aviv-Jaffa  |                                 | 81                             |                                |                       |     |  |                                |                                |  |  | 25 avril 2021 à Tel Aviv-Jaffa | 25 avril 2021 à Tel Aviv-Jaffa |
|  | [A3] Belfius Mons-Hainaut LC    | 88                              |                                 |                                |                                |                       |     |  |                                |                                |  |  | 25 avril 2021 à Tel Aviv-Jaffa | 25 avril 2021 à Tel Aviv-Jaffa |
|  | [A3] Belfius Mons-Hainaut LC    | 88                              | [A3] Belfius Mons-Hainaut       | 66                             |                                |                       |     |  |                                |                                |  |  | 25 avril 2021 à Tel Aviv-Jaffa | 25 avril 2021 à Tel Aviv-Jaffa |
|  | 23 mars 2021 à Bois-le-Duc      |                                 | [A3] Belfius Mons-Hainaut       | 66                             |                                |                       |     |  |                                |                                |  |  | 25 avril 2021 à Tel Aviv-Jaffa | 25 avril 2021 à Tel Aviv-Jaffa |
|  |                                 | [C1] Arged BM Slam Stal Ostrów0 | 73                              |                                |                                |                       |     |  |                                |                                |  |  | 25 avril 2021 à Tel Aviv-Jaffa | 25 avril 2021 à Tel Aviv-Jaffa |
|  | [C1] Arged BM Slam Stal Ostrów0 | [C1] Arged BM Slam Stal Ostrów0 | 73                              | 92                             |                                |                       |     |  |                                |                                |  |  | 25 avril 2021 à Tel Aviv-Jaffa | 25 avril 2021 à Tel Aviv-Jaffa |
|  | [C1] Arged BM Slam Stal Ostrów0 | 25 mars 2021 à Botevgrad        |                                 | 92                             |                                |                       |     |  |                                |                                |  |  | 25 avril 2021 à Tel Aviv-Jaffa | 25 avril 2021 à Tel Aviv-Jaffa |
|  | [F2] Heroes Den Bosch           | 83                              |                                 |                                |                                |                       |     |  |                                |                                |  |  | 25 avril 2021 à Tel Aviv-Jaffa | 25 avril 2021 à Tel Aviv-Jaffa |
|  | [F2] Heroes Den Bosch           | 83                              | [C1] Arged BM Slam Stal Ostrów0 | 74                             |                                |                       |     |  |                                |                                |  |  |                                |                                |
|  | 23 mars 2021 à Botevgrad        |                                 | [C1] Arged BM Slam Stal Ostrów0 | 74                             |                                |                       |     |  |                                |                                |  |  |                                |                                |
|  |                                 | [C2] Ironi Ness Ziona           | 82                              |                                |                                |                       |     |  |                                |                                |  |  |                                |                                |
|  | [E1] Fribourg Olympic Basket LC | [C2] Ironi Ness Ziona           | 82                              | 74                             |                                |                       |     |  |                                |                                |  |  |                                |                                |
|  | [E1] Fribourg Olympic Basket LC |                                 |                                 | 74                             |                                |                       |     |  |                                |                                |  |  |                                |                                |
|  | [D2] Balkan Botevgrad LC        | 90                              |                                 |                                |                                |                       |     |  |                                |                                |  |  |                                |                                |
|  | [D2] Balkan Botevgrad LC        | 90                              | [D2] Balkan Botevgrad LC        | 62                             |                                |                       |     |  |                                |                                |  |  |                                |                                |
|  | 23 mars 2021 à Botevgrad        |                                 | [D2] Balkan Botevgrad LC        | 62                             |                                |                       |     |  |                                |                                |  |  |                                |                                |
|  |                                 | [F1] Parma Basket               | 84                              |                                |                                |                       |     |  |                                |                                |  |  |                                |                                |
|  | [F1] Parma Basket               | [F1] Parma Basket               | 84                              | 90                             |                                |                       |     |  |                                |                                |  |  |                                |                                |
|  | [F1] Parma Basket               | 26 mars 2021 à Bois-le-Duc      |                                 | 90                             |                                |                       |     |  |                                |                                |  |  |                                |                                |
|  | [B3] BC Rilski Sportist         | 61                              |                                 |                                |                                |                       |     |  |                                |                                |  |  |                                |                                |
|  | [B3] BC Rilski Sportist         | 61                              | [F1] Parma Basket               | 80                             |                                |                       |     |  |                                |                                |  |  |                                |                                |
|  | 24 mars 2021 à Bois-le-Duc      |                                 | [F1] Parma Basket               | 80                             |                                |                       |     |  |                                |                                |  |  |                                |                                |
|  |                                 | [C2] Ironi Ness Ziona           | 81                              |                                |                                |                       |     |  |                                |                                |  |  |                                |                                |
|  | [A1] Iraklis Salonique LC       | [C2] Ironi Ness Ziona           | 81                              | 86                             |                                |                       |     |  |                                |                                |  |  |                                |                                |
|  | [A1] Iraklis Salonique LC       |                                 |                                 | 86                             |                                |                       |     |  |                                |                                |  |  |                                |                                |
|  | [E3] Anwil Włocławek LC         | 81                              |                                 | 3e place                       | 3e place                       |                       |     |  |                                |                                |  |  |                                |                                |
|  | [E3] Anwil Włocławek LC         | 81                              | [A1] Iraklis Salonique LC       | 3e place                       | 3e place                       | 80                    |     |  |                                |                                |  |  |                                |                                |
|  | 24 mars 2021 à Bois-le-Duc      | 24 mars 2021 à Bois-le-Duc      | [A1] Iraklis Salonique LC       | 25 avril 2021 à Tel Aviv-Jaffa | 25 avril 2021 à Tel Aviv-Jaffa | 80                    |     |  |                                |                                |  |  |                                |                                |
|  | 24 mars 2021 à Bois-le-Duc      | 24 mars 2021 à Bois-le-Duc      |                                 | 25 avril 2021 à Tel Aviv-Jaffa | 25 avril 2021 à Tel Aviv-Jaffa | [C2] Ironi Ness Ziona | 105 |  |                                |                                |  |  |                                |                                |
|  | [C2] Ironi Ness Ziona           | 90                              | [D3] CSM Oradea                 | 85                             |                                | [C2] Ironi Ness Ziona | 105 |  |                                |                                |  |  |                                |                                |
|  | [C2] Ironi Ness Ziona           | 90                              | [D3] CSM Oradea                 | 85                             |                                |                       |     |  |                                |                                |  |  |                                |                                |
|  | [B2] BK Kiev Basket             | 76                              |                                 | [F1] Parma Basket              | 76                             |                       |     |  |                                |                                |  |  |                                |                                |
|  | [B2] BK Kiev Basket             | 76                              |                                 | [F1] Parma Basket              | 76                             |                       |     |  |                                |                                |  |  |                                |                                |

## Récompenses individuelles

### Récompenses de la saison
- MVP du Final Four[3] :  Wayne Selden Jr. ( Ironi Ness Ziona)

### Récompenses hebdomadaires
| Journée | PG                                                | SG                                                 | SF                                                | PF                                              | C                                                  |
| ------- | ------------------------------------------------- | -------------------------------------------------- | ------------------------------------------------- | ----------------------------------------------- | -------------------------------------------------- |
| 1       | Olivier Hanlan (1/2) Iraklis Salonique (1/2)      | Roko Badžim (1/1) Szolnoki Olajbányász KK (1/2)    | Chris Smith (1/1) Arged BM Slam Stal Ostrów (1/3) | Dragan Zeković (1/1) CSM Oradea (1/4)           | Thomas van der Mars (1/1) Heroes Den Bosch (1/1)   |
| 2       | Rashad Vaughn (1/1) BC Prometeï Kamianske (1/2)   | Marquis Addison (1/1) BC CSU Sibiu (1/1)           | Ivan Almeida (1/1) Anwil Włocławek (1/1)          | Alperen Şengün (1/2) Beşiktaş JK (1/2)          | Marjan Čakarun (1/1) Szolnoki Olajbányász KK (2/2) |
| 3       | Denys Loukachov (1/1) BC Prometeï Kamianske (2/2) | Brandon Taylor (1/1) Unahotels Reggio Emilia (1/1) | Sean Barnette (1/1) Fribourg Olympic Basket (1/1) | Skylar Spencer (1/2) Belfius Mons-Hainaut (1/3) | Alperen Şengün (2/2) Beşiktaş JK (2/2)             |

| Tour          | PG                                             | SG                                               | SF                                               | PF                                              | C                                                |
| ------------- | ---------------------------------------------- | ------------------------------------------------ | ------------------------------------------------ | ----------------------------------------------- | ------------------------------------------------ |
| 8e de finale  | Jabril Durham (1/1) Belfius Mons-Hainaut (2/3) | Olivier Hanlan (2/2) Iraklis Salonique (2/2)     | Braian Angola-Rodas (1/2) Ironi Ness Ziona (1/4) | Mareks Mejeris (1/1) Parma Basket (1/3)         | Nikola Marković (1/2) CSM Oradea (2/4)           |
| 1/4 de finale | Patrick Miller (1/1) Ironi Ness Ziona (2/4)    | Braian Angola-Rodas (2/2) Ironi Ness Ziona (3/4) | Garlon Green (1/1) CSM Oradea (3/4)              | Skylar Spencer (2/2) Belfius Mons-Hainaut (3/3) | Vladimir Ivlev (1/1) Parma Basket (2/3)          |
| 1/2 finales   | Adas Juškevičius (1/1) Parma Basket (3/3)      | Trey Kell (1/1) Arged BM Slam Stal Ostrów (2/3)  | Wayne Selden Jr. (1/1) Ironi Ness Ziona (4/4)    | Nikola Marković (2/2) CSM Oradea (4/4)          | Mark Ogden (1/1) Arged BM Slam Stal Ostrów (3/3) |